# Witch Hunter
Witch Hunter – drugi album studyjny heavymetalowej grupy Grave Digger, nagrany w 1985 roku i wydany przez Noise Records.

## Lista utworów
1. Witch Hunter – 4:25
2. Night Drifter – 3:11
3. Get Ready for Power – 5:06
4. Love is a Game – 5:45
5. Get Away – 2:59
6. Fight for Freedom – 3:55
7. School's Out (cover Alice Cooper) – 2:43
8. Friends of Mine – 5:24
9. Here I Stand – 4:49

### Edycjaamerykańska
1. Shine On
2. Tears of Blood
3. Don't Kill the Children

## Twórcy
- Chris Boltendahl – śpiew
- Peter Masson – gitara
- Willi Lackmann – gitara basowa
- Simon Adam – perkusja